# 平阳广播电视台 (越南)
平阳广播电视台（越南语：／），简称，是一家位於越南胡志明市土龙木坊的廣播電視播出機構，以胡志明市原平阳省地域為主要播出地區，成立於1977年。

## 历史沿革
平阳广播电视台的前身是小江广播电台（Đài Phát thanh Sông Bé），1977年10月2日成立，是小江省的官方广播电台，后成立电视部，1991年，该电台开始通过𥯊婆山的广播电视接转台向偏远地区的听众转播广播电视节目，1994年9月2日，小江广播电视台的电视塔落成。1996年，越南國會決定析分小江省為平阳省以及平福省，小江廣播電視台也因此析分為平阳廣播電視台以及平福广播电视台，分別歸屬平阳省、平福省各自的党委及人民委员会主管。
2005年4月，平阳广播电视台高252公尺的新电视塔落成，以取代1994年建立的旧电视塔，新建的电视塔亦为当时越南最高的电视塔。同年，该电视台开始由模擬電視過渡至DVB-T數位電視，其信号可以覆盖平阳省至湄公河三角洲诸省地区。平阳广播电视台在近年加強了在網路上的投入。開設了官方YouTube頻道及社交平台帐户，并開始在網路上實時播出自製的節目。

## 节目
平阳广播电视台承担胡志明市原平阳省地域的广播电视管理任务，并接受越南之声广播电台、越南国家电视台等中央政府机关的专业技术指导，有资格组织编排制作广播电视节目。该台也和越南其他省级广播电视台一样，在每天晚上7点转播越南国家电视台的《时事》新闻节目。平阳广播电视台还拥有自製新聞節目《平阳时事》（Thời sự Bình Dương），以报导胡志明市原平阳省地域的地方新聞。
除了新闻节目与政治宣传片外，平阳广播电视台还制播了平阳自行车公开赛、平阳省国际三球法式台球锦标赛等体育赛事节目，其中平阳自行车公开赛也是越南国内规模最大的半专业自行车竞赛。该广播电视台亦拥有自己的电影制片厂，2005年自制的电视剧《陷阱》（Cạm bẫy）还曾获得越南主流媒体《年轻人报》较高的评价。
平阳广播电视台还与越南佛教协会合作，共同举办安园电视频道（Truyền hình An Viên），并制作与越南佛教文化、历史相关的节目，越南盂兰节、佛诞大典的活动都曾在此频道播出。

## 频道列表
截至2024年，平阳省广播电视台旗下共拥有电视频道4条，广播电台频率1条。

### 电视频道
| 頻道名稱             | 语言         | 广播格式                    | 啟播時間       | 頻道口號 | 频道前身 | 備註   |
| -------------------- | ------------ | --------------------------- | -------------- | -------- | -------- | ------ |
| 新闻综合频道（BTV1） | 越南语、漢語 | SD: PAL 576i 16:9 HD: 1080i | 1991年12月18日 |          |          | [ 15 ] |
| 科教频道（BTV2）     | 越南语、漢語 | SD: PAL 576i 16:9 HD: 1080i | 2001年1月19日  |          |          | [ 16 ] |
| 体育频道（BTV5）     | 越南语、漢語 | SD: PAL 576i 16:9 HD: 1080i | 2007年2月15日  |          |          | [ 16 ] |
| 安园频道（BTV9）     | 越南语、漢語 | SD: PAL 576i 16:9 HD: 1080i | 2005年6月1日   |          |          | [ 16 ] |

### 電台頻率
| 频道名称（广播）     | 频率       | 参考   |
| -------------------- | ---------- | ------ |
| 新闻经济综合广播（Thời sự chính trị tổng hợp） | FM 92.5MHz | [ 17 ] |